# Batiskaf
Batiskaf je ronilica za istraživanje većih morskih dubina. Riječ batiskaf je nastala je spajanjem grčkih riječi batis dubok i skafos brod.